# Lavinia Fontana

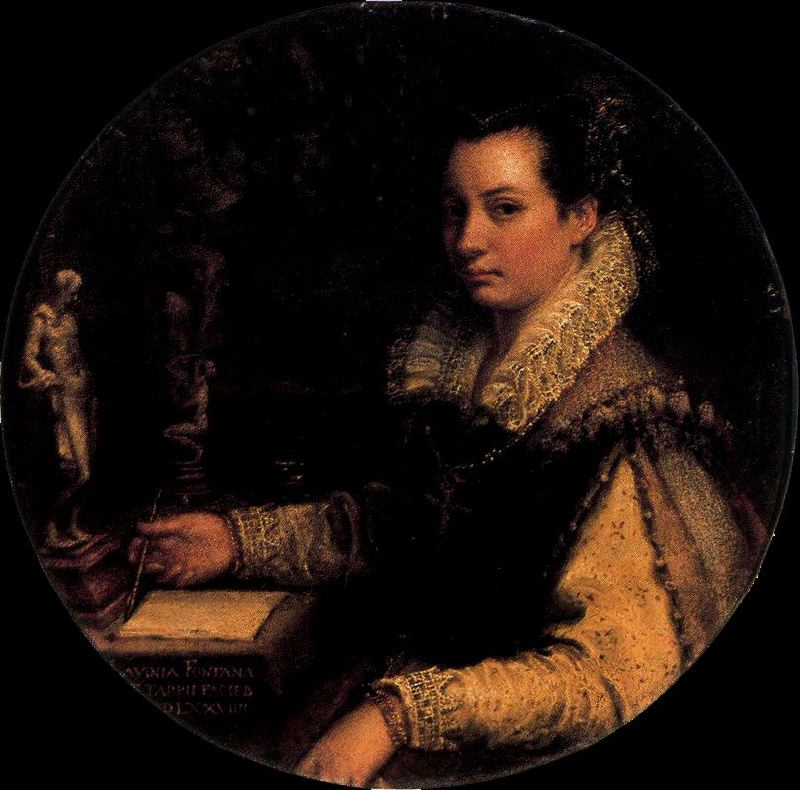
Selbstporträt von Lavinia Fontana

Lavinia Fontana (* 24. August 1552 in Bologna; † 11. August 1614 in Rom) war eine italienische Malerin des Manierismus. Sie ist insbesondere für ihre Porträts und historischen Darstellungen sowie religiöse Motive bekannt. Heute gilt sie als Vorreiterin und Ausnahmekünstlerin der weiblichen Kunstgeschichte, die für damalige Verhältnisse einen sehr modernen Lebensstil pflegte und als erste Malerin eine Frau nackt darstellte.

## Leben
Lavinia war die Tochter des Malers Prospero Fontana (1512–1597) und dessen Frau Antonia de Bonardi. Ihr Vater malte vor allem Altarbilder und Bürgerporträts und hatte zuvor in Rom und Florenz gearbeitet und bildete sie in seinem Atelier künstlerisch aus. Mangels männlicher Erben in der Familie sollte sie den Betrieb des Vaters weiterführen.
Ihre gründliche und liberale Ausbildung stellte sie den ersten akademisch ausgebildeten Malern gleich.
In ihrem ersten Selbstbildnis (1577), das sie laut Signatur nach ihrem Spiegelbild malte, bezieht sie sich auf ein Porträt Sofonisba Anguissolas, ihres großen Vorbilds. Die Darstellung als Spinettspielerin demonstriert ihre vorbildliche höfische Erziehung, das im Hintergrund abgebildete Atelier verweist auf die Kunst. Das Bild war für ihren zukünftigen Schwiegervater, einen vermögenden Kaufmann aus Imola, bestimmt. Fontana studierte anschließend wohl bei dem niederländischen Maler Denys Calvaert, der ebenfalls bei ihrem Vater gelernt hatte.

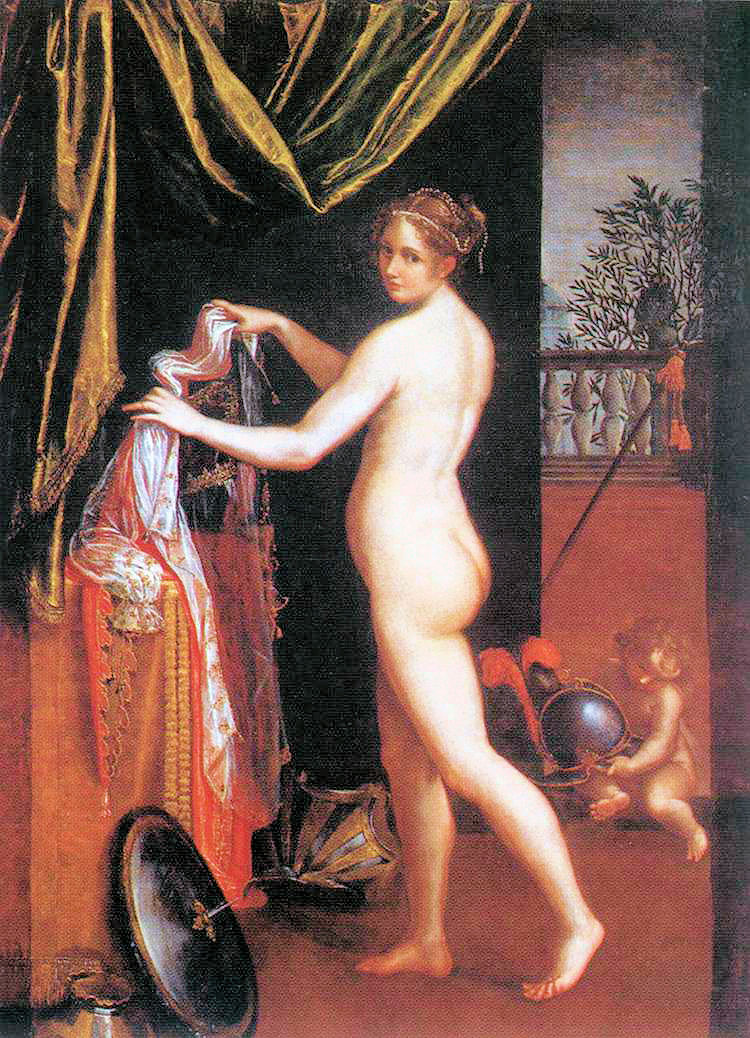
Minerva kleidet sich an (1613)

Vor allem ihre Porträts und historischen Darstellungen wurden allgemein bekannt. In den 1570er Jahren galt Fontana als eine der bedeutendsten Porträtmalerinnen Bolognas. Ihr akkurater Stil entsprach dem Geschmack des Adels, modisch beeinflusst zeigt er die meist reich verzierte Bekleidung und stellt betont vornehme Personen als eher unnahbar dar.
Lavinia heiratete 1577 den Maler Gian Paolo Zappi (oder: Paolo Fappi). Das Paar bekam insgesamt elf Kinder, von denen allerdings nur drei das Kleinkindalter überlebten. Ihr Mann, ebenfalls künstlerisch ausgebildet, verzichtete auf eine eigene Karriere, da seine Frau talentierter und erfolgreicher war. Er unterstützte sie, indem er die Hausarbeit übernahm und ihr in der Werkstatt half. Er soll auch kleine Arbeiten an ihren Gemälden, unter anderem an den Gewändern, ausgeführt haben
Durch Papst Gregor XIII., der ebenfalls aus Bologna stammte, erfuhr sie in der ersten Phase ihrer Karriere Unterstützung. Zu ihren besten Werken zählt das Bildnis ihres Gönners (1580). Diese Arbeit ermöglichte ihr dauerhafte Verbindungen zu kirchlichen Auftraggebern. Sie erhielt für ihre Einzel- oder Gruppenporträts großzügige Honorare wie später ein van Dyck. Lavinia Fontana malte Porträts von Mitgliedern der einflussreichen Gesellschaft von Bologna, Gruppenporträts, aber auch religiöse Motive und ab den 1580er Jahren auch großformatige Altarbilder. Mit einer ihrer größten Aufträge dürfte das Gruppenporträt der Familie Gozzadini im Format von zwei mal zwei Metern gewesen sein. 1589 beauftragte sie der spanische König mit dem Gemälde Heilige Familie für den kurz zuvor fertiggestellten Escorial.
Lavinia zog 1603 mit ihrer Familie auf Einladung des Papstes Papst Clemens VIII. nach Rom, wo weitere Aufträge für Altargemälde wie private Historienbilder folgten. Zu Ehren ihres 60. Geburtstags ließen die Künstler Roms 1611 für Lavinia eine Medaille prägen, die auf der einen Seite eine Standesdame mit Haube und auf der anderen eine antike Frauengestalt mit wild aufgelösten Haaren vor einer Staffelei als Sinnbild für Kreativität zeigt.
Ungewöhnlich für eine Frau der damaligen Zeit wagte sie sich auch an Aktmalerei. Ihr Bild Minerva kleidet sich an von 1613, das sie im Auftrag von Kardinal Scipione Borghese anfertigte, ist zugleich ihr letztes bekanntes Gemälde. Das Gemälde gilt als der erste von einer Frau gemalte Akt. Da es Frauen aus Schicklichkeitsgründen nicht gestattet war, ein lebendes Modell zu nutzen, nutzte sie antike Skulpturen als Vorbild für ihre Arbeit.
Lavinia war sehr erfolgreich, gewählt in die Akademie Roms, und zählte zu den besten Malpersönlichkeiten ihrer Zeit. Es gibt mehr als 100 Werke, die von frühen Quellen dokumentiert werden, aber nur 32 sind signiert. Weitere 25 erhaltene Werke werden ihr zugeschrieben, was ihr Schaffen zum umfangreichsten einer Malerin vor dem 17. Jahrhundert macht.

## Werke

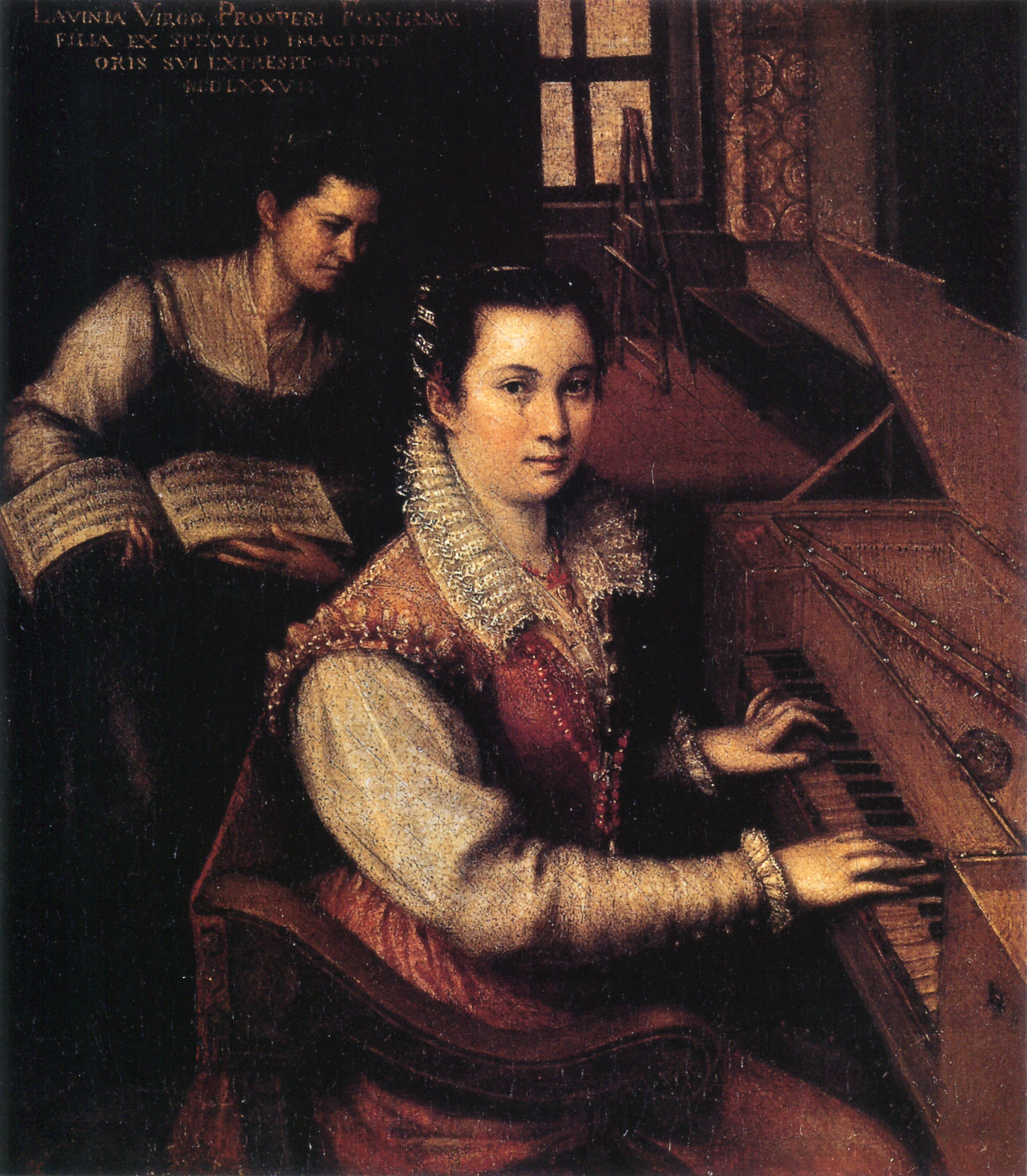
Selbstporträt am Spinett mit einer Dienerin (1577)
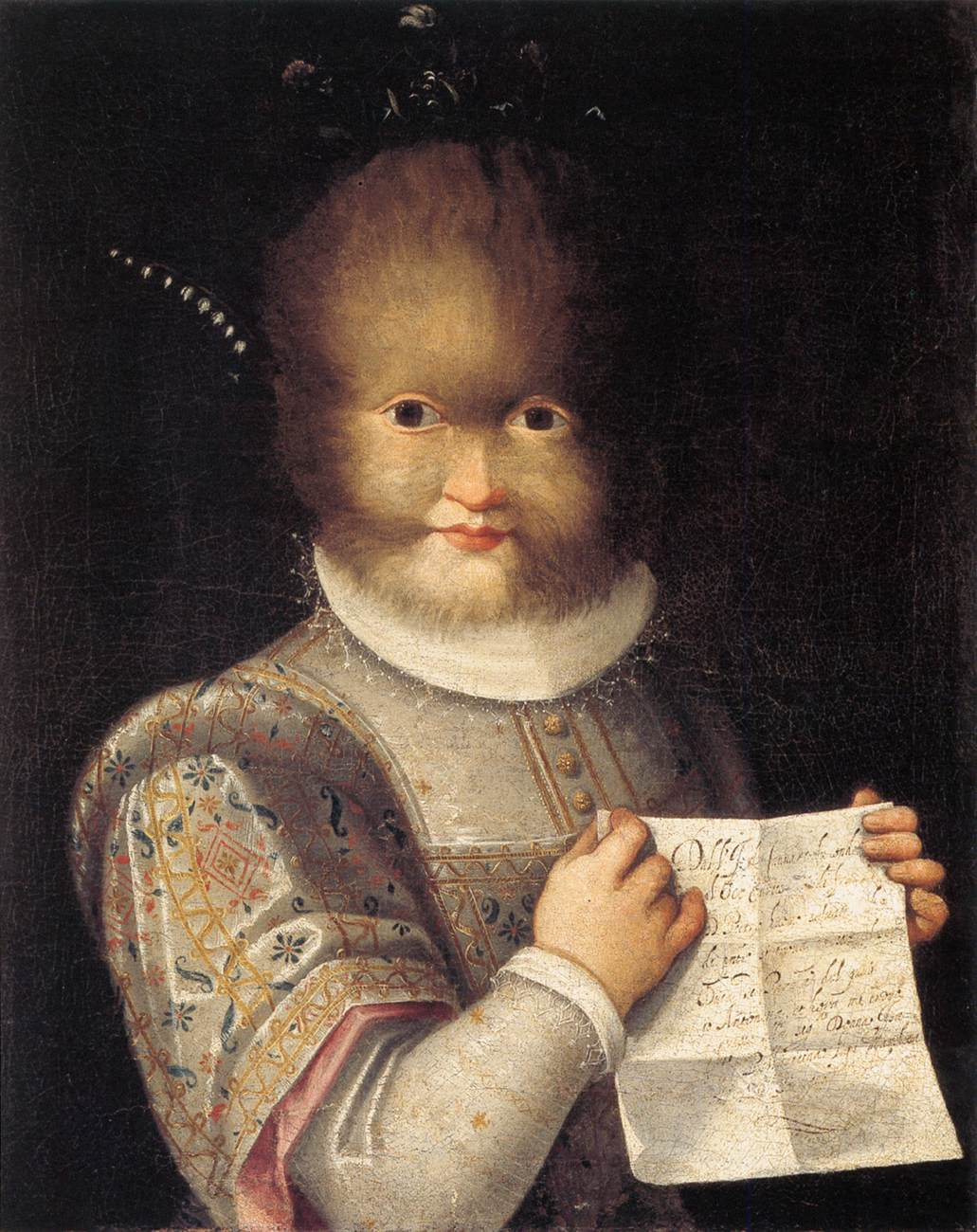
Porträt von Tognina Gonsalvus (1580)
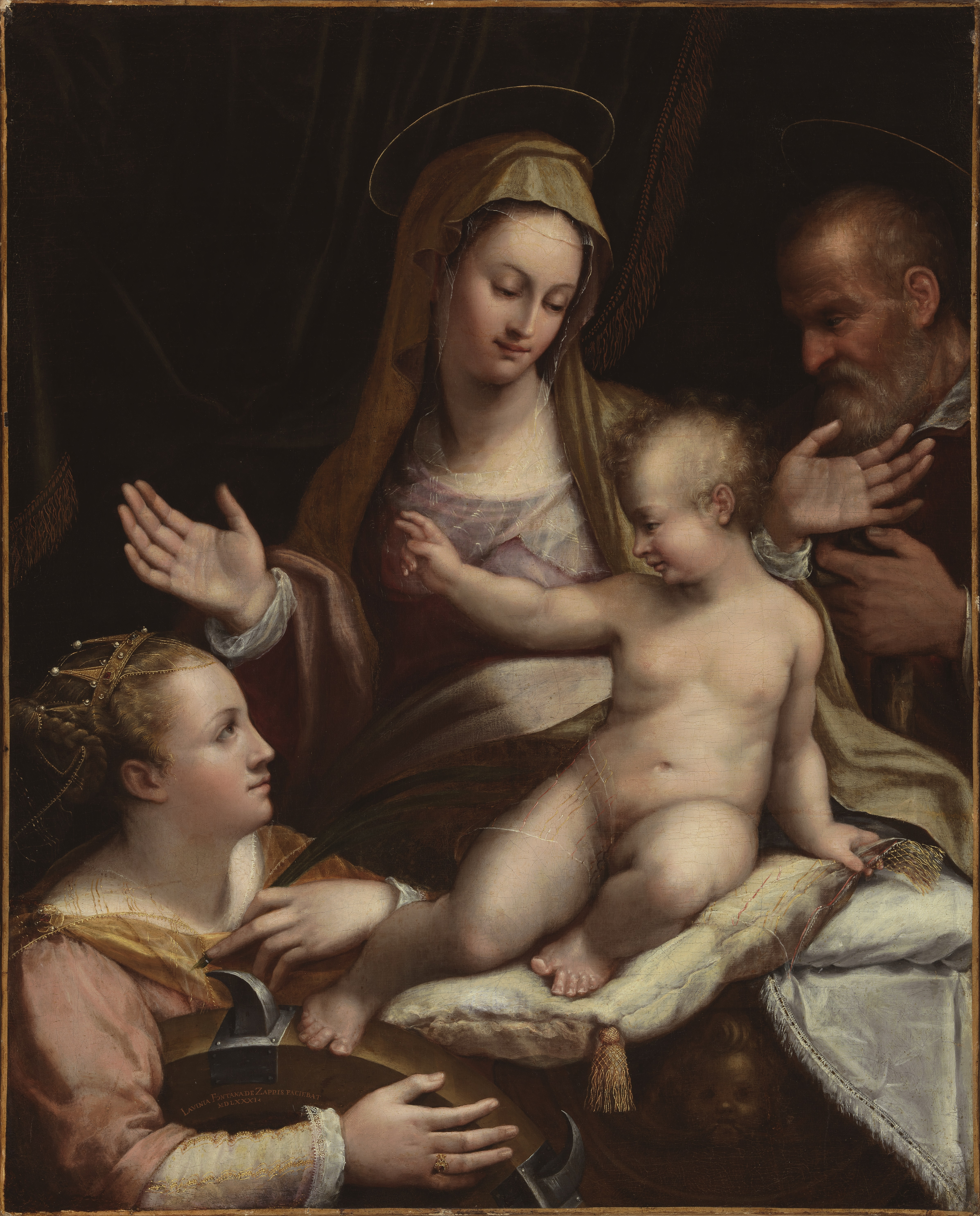
Die Heilige Familie mit der Heiligen Katharina von Alexandrien (1581)
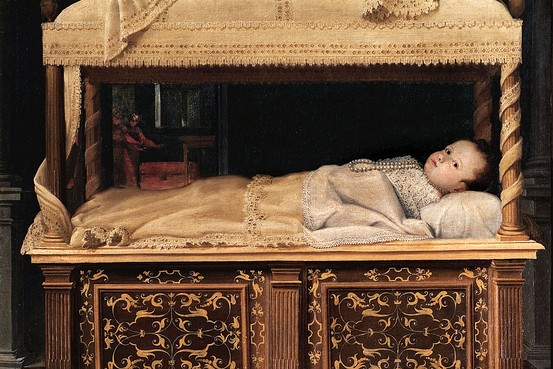
Neugeborenes in einer Krippe (ca. 1583)
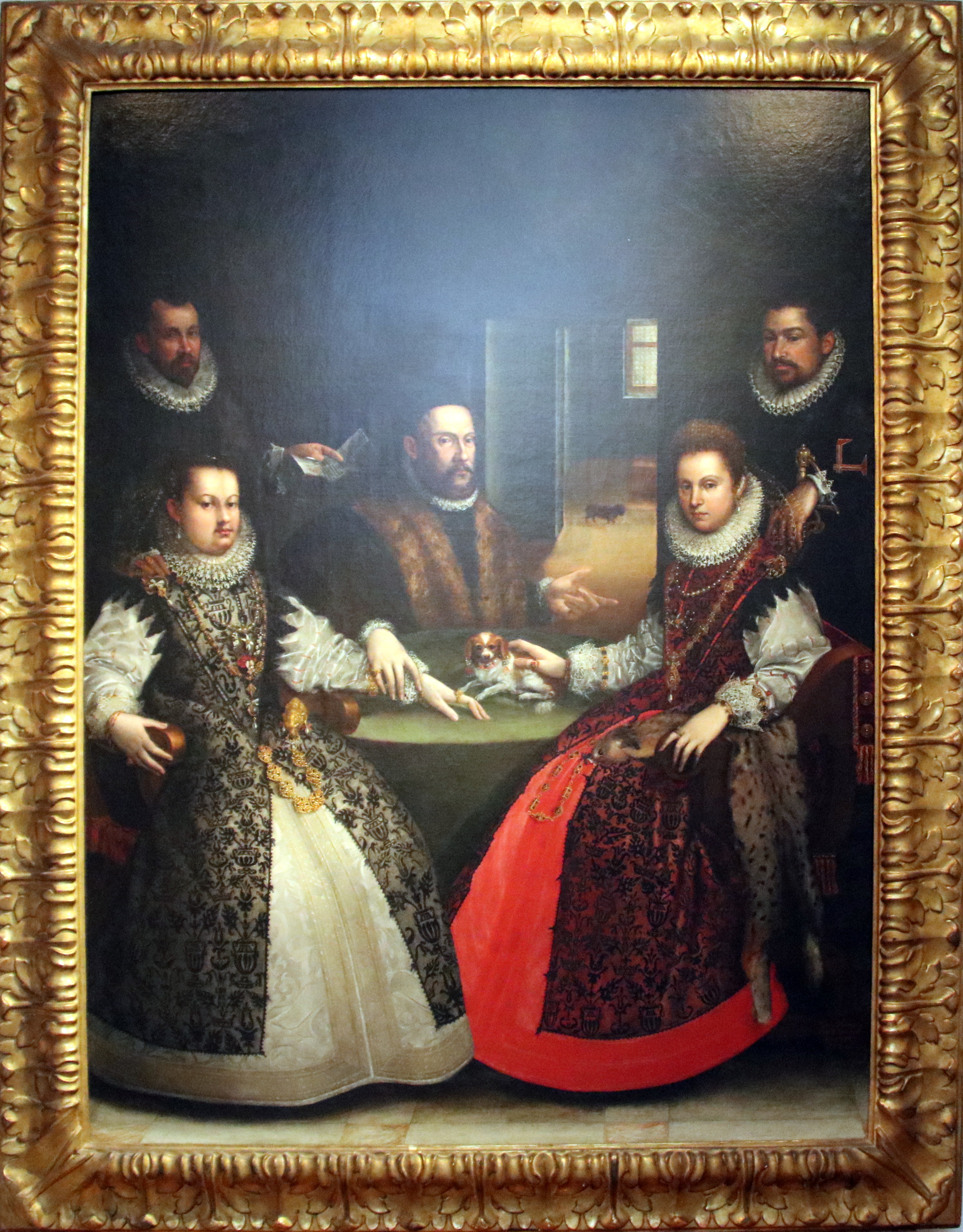
Die Familie Gozzadini, 1584
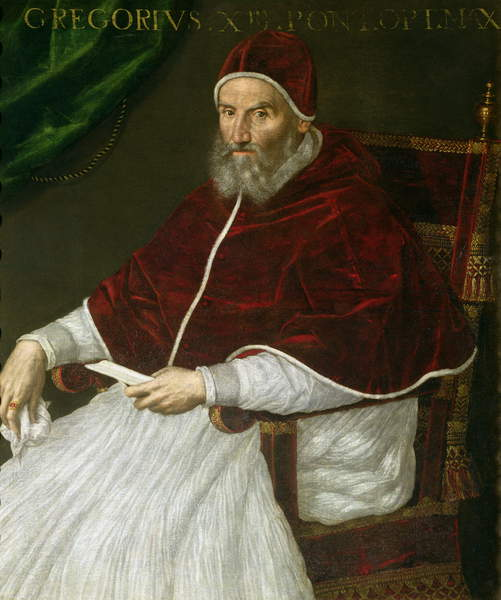
Porträt von Papst Gregor XIII.
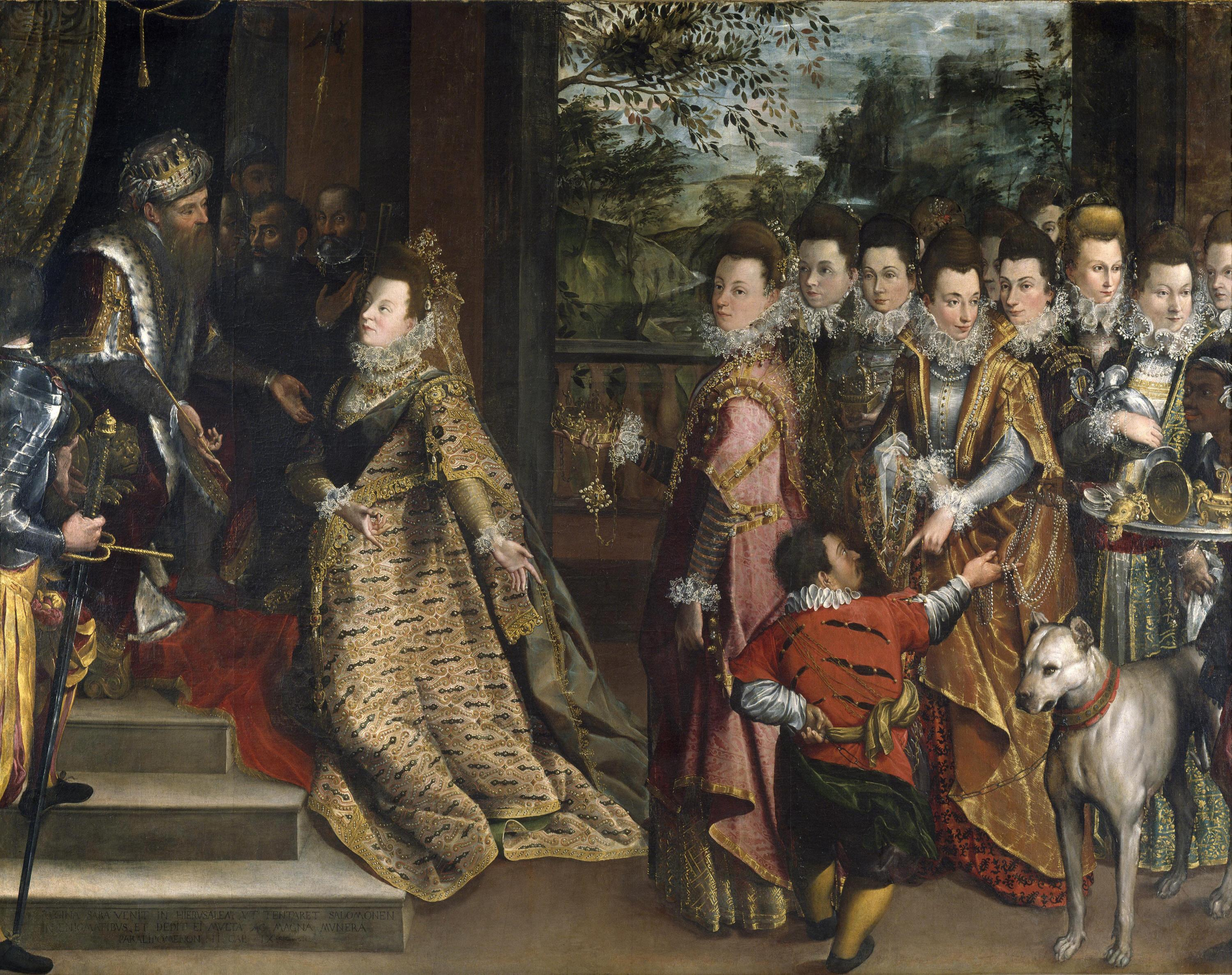
Der Besuch der Königin von Saba (ca. 1600)
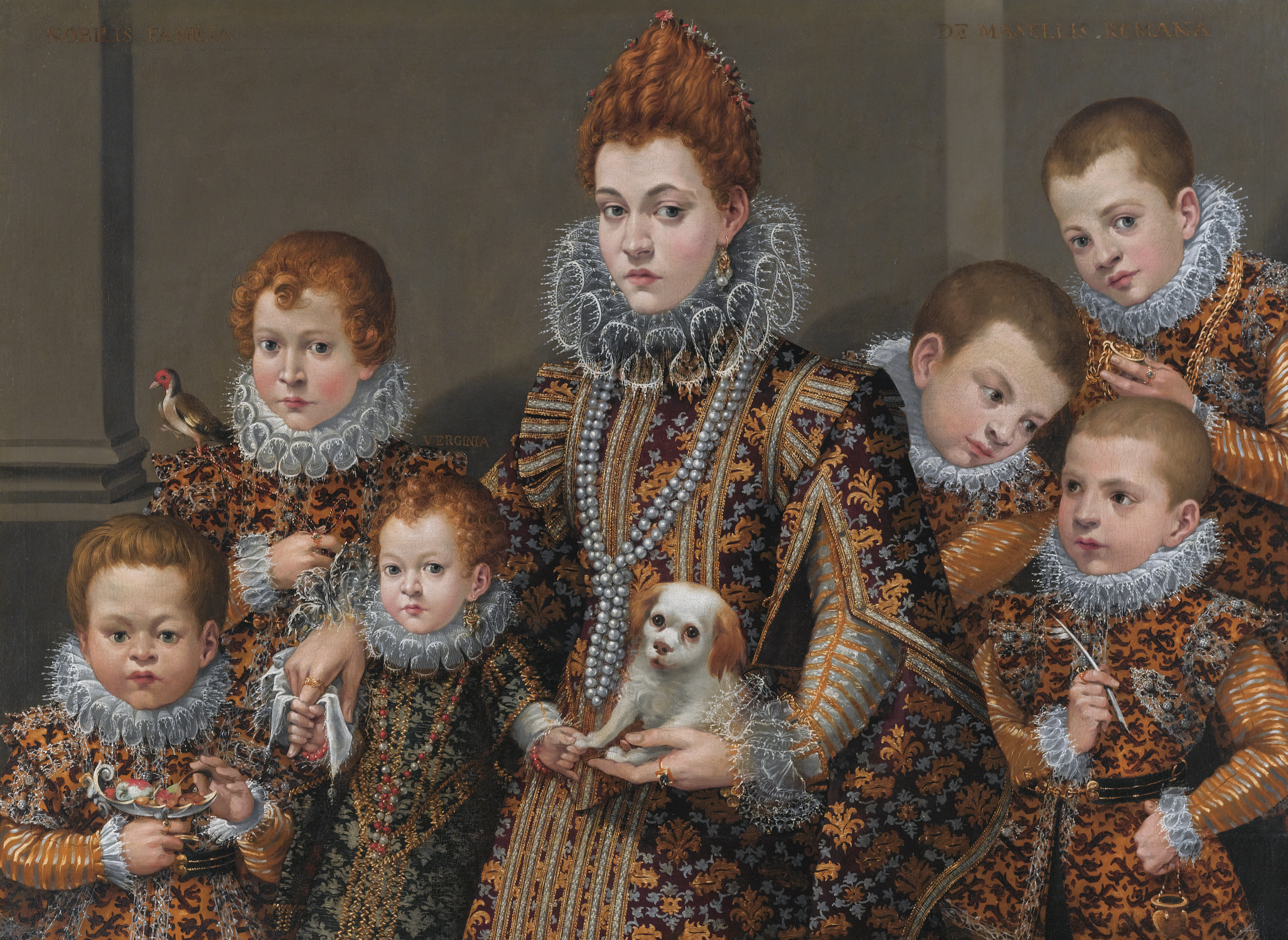
Porträt von Bianca Degli Utili Maselli und ihren Kindern
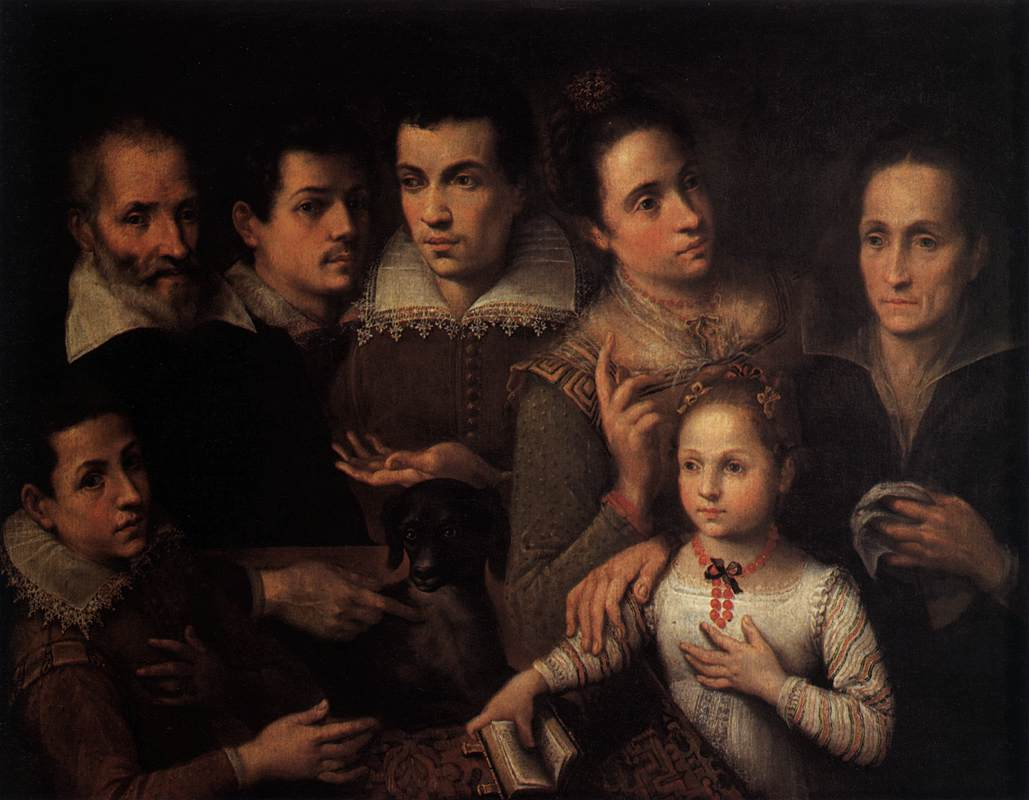
Familienporträt

Unvollständige Aufzählung:
- Porträt des Carlo Sigonio (1558), Museo Civico, Modena
- Anbetung der Hirten (1570–1575), Pinacoteca Communale, Imola
- Selbstporträt am Spinett mit einer Dienerin (1577) Accademia di San Luca
- Porträt einer Edelfrau (1580), National Museum of Women in the Arts, Washington, D.C.
- Porträt von Tognina Gonsalvus (1580), Museum NWK, Tokyo, Japan
- Noli me tangere (1581), Selbstporträt im Atelier (1577), Jesus erscheint Maria Magdalena (1581), Uffizien, Florenz[5]
- Die Heilige Familie mit der Heiligen Katharina von Alexandrien (1581), Los Angeles County Museum of Art
- Bildnis eines jungen Mannes (1581), ex Frieda Hinze, Auktion Villa Grisebach, Berlin 2015.
- Neugeborenes in einer Krippe (ca. 1583) Pinacoteca Nazionale di Bologna
- Porträt der Familie Gozzadini (1584), Pinacoteca Nazionale, Bologna.
- Die Geburt der Maria (1590), Chiesa della Trinità, Bologna.
- Porträt einer Dame mit Hündchen (späte 1590er), The Walters Art Gallery, Baltimore.
- Die Heiligung der Jungfrau (1599), Musée des Beaux-Arts, Marseille.
- Portrait von Bianca Degli Utili Maselli und ihren Kindern (Datum unbekannt), Privatkollektion
- Minerva kleidet sich an (1613), Galleria Borghese, Rom.[6]
- Der Besuch der Königin von Saba (ca. 1600), National Gallery of Ireland, Dublin.[7]
- Familienportrait, Pinacoteca di Brera, Mailand.